# Poecilonota thureura
Poecilonota thureura är en skalbaggsart som först beskrevs av Thomas Say 1832.  Poecilonota thureura ingår i släktet Poecilonota och familjen praktbaggar. Inga underarter finns listade i Catalogue of Life.